# Casciago

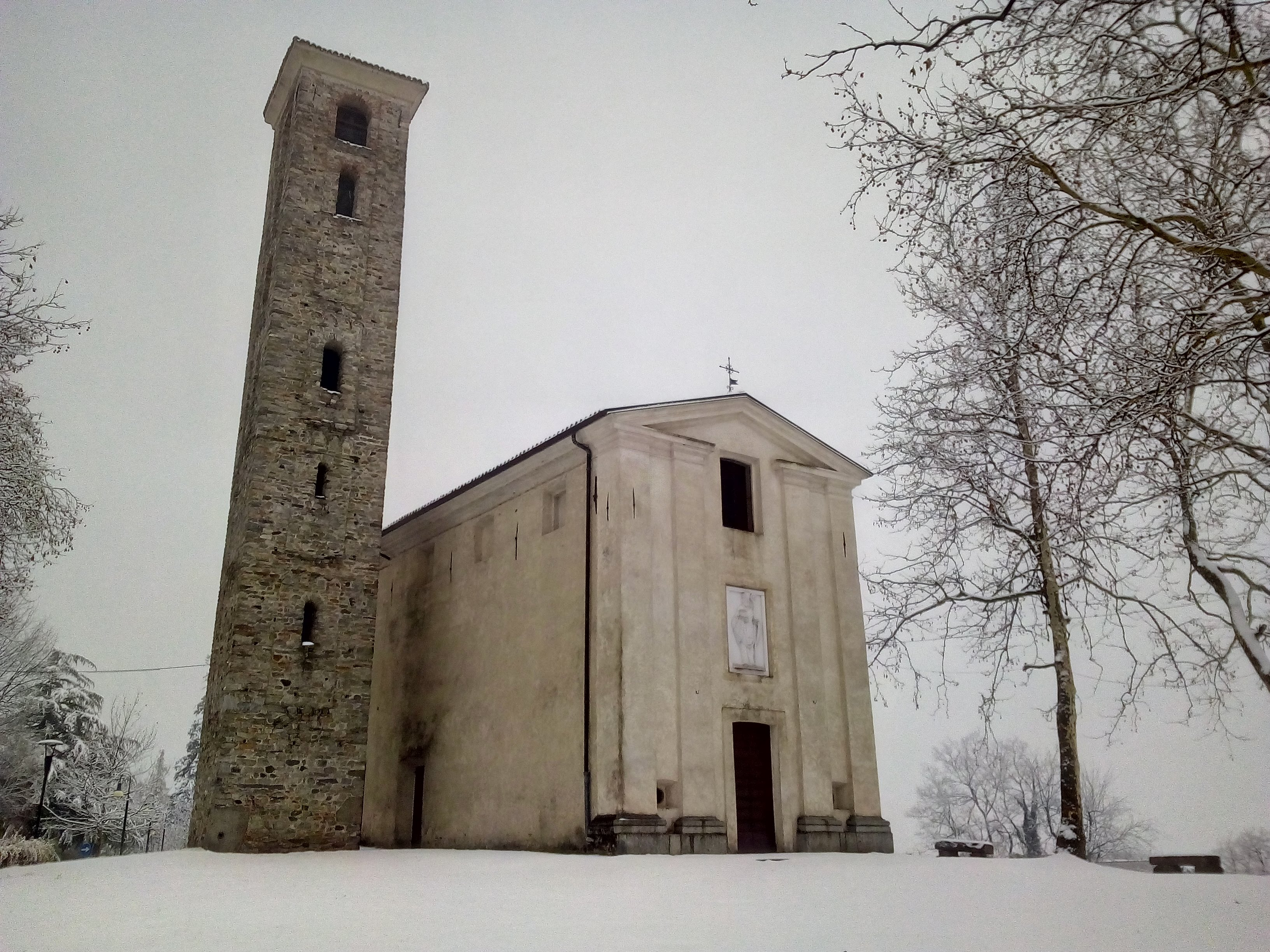
Kirche Sant’Eusebio

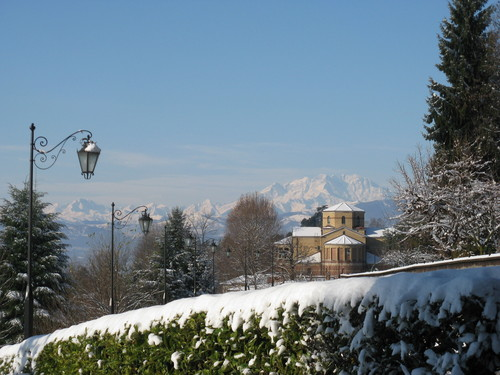
Kirche Santi Agostino e Monica

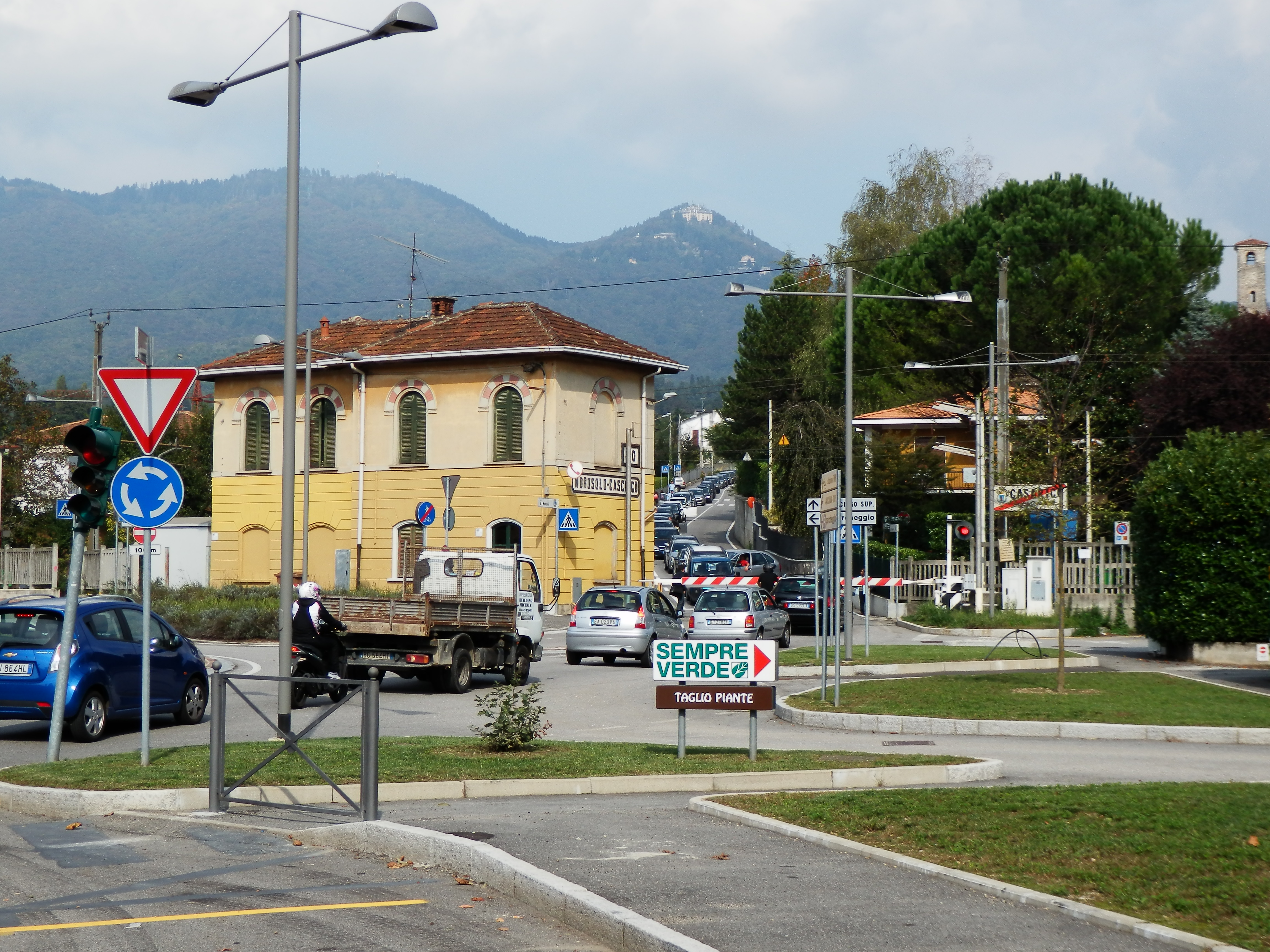
Bahnhof Morosolo-Casciago

Casciago ist eine italienische Gemeinde (comune) in der Provinz Varese in der Region Lombardei.

## Geographie
Die Gemeinde liegt etwa 4,5 Kilometer nordwestlich von Varese an der Tinella und bedeckt eine Fläche von 4,03 km². Zu Casciago gehören die Fraktionen Casarico und  Morosolo. Nachbargemeinden sind Barasso, Gavirate, Luvinate und Varese.

## Geschichte
Die ersten gesicherten Urkunden des Dorfes Casciago gehen aus der Zeit vor 959 zurück, in der eine Geld-, Wein- und Getreideschuld einiger Einwohner gegenüber dem Heiligtum Sacro Monte di Varese erwähnt wird. Dies ist nur eines von vielen Zeugnissen aus den Jahren nach dem Ende des Langobardenreiches, während der Herrschaft der italischen Könige und germanischen Kaiser, in denen auch die ambrosianische Kirche eine wichtige politische und wirtschaftliche Rolle spielte. Durch Schenkungen und den Kauf von Grundstücken und Gebäuden wurde die Wallfahrtskirche Santa Maria del Monte Eigentümerin der Ländereien um Campo dei Fiori und Casciago.
Ab dem 11. Jahrhundert folgten die Ereignisse abwechselnd aufeinander. Der Druck der neuen Gesellschaftsschichten – Valvassoren, Kaufleute und Handwerker – führte zu einem teilweisen Zerfall der alten Familien, gefolgt von einer Zeit der Ruhe, in der der Handel florierte und die Bevölkerung wuchs. Casciago blieb von den Kämpfen zwischen Papst Gregor VII. und Kaiser Heinrich IV. (HRR) um die Territorien von Mailand und Varese nicht unberührt, vielmehr flüchteten viele Menschen in sein Gebiet, um Rache zu nehmen. Die Ortschaft erlebte tiefgreifende soziale, politische und wirtschaftliche Veränderungen; in der Zeit der Kommune gerieten die Konsuln und der Pfarrer von Sant’Eusebio in Konflikt mit dem Erzpriester von Santa Maria del Monte. Langsam wuchs ein relativer Wohlstand und neue Berufe wie Richter und Notare kamen zu den traditionellen Berufen hinzu.
Im 13. Jahrhundert löste sich Varese von Seprio und wurde von Mailand umschlossen. In dieser Zeit gab es mehrere Verkaufsurkunden, die Casciago betrafen: 1206 verkaufte ein Priester im Namen der Kirche Sant’Eusebio Land an das Heiligtum Santa Maria del Monte, und viele weitere Verkäufe folgten, die dazu beitrugen, den Einfluss des Heiligtums zu vergrößern. Das Erzpriestertum von Santa Maria del Monte vergab Verträge mit unterschiedlicher Laufzeit an die Massari, die als Gegenleistung für die Nutzung der ausgedehnten Ländereien eine Pacht in bar und in Naturalien leisteten.
Im 14. Jahrhundert erlebte Varese einen politischen Niedergang, aber das Jahrhundert war wirtschaftlich positiv. In einer Urkunde aus dem Jahr 1396 bezeugt ein Einwohner von Velate ein Vermächtnis an die Armen von Casciago. Die Bedeutung des Casciago-Zweiges der Familie Castiglioni geht auf diese Zeit zurück. Jahrhunderts teilten einige Frauen ihr Leben und widmeten es der Betreuung der Pilger in der Wallfahrtskirche, und mit der Zustimmung des Papstes wurde 1474 die Gründung des Klosters offiziell. Diese Tatsache verschärft den Wettbewerb zwischen den Adelsfamilien, um den Ort immer mehr zu verschönern. In dieser Zeit erwarb das Heiligtum immer mehr Land in Casciago und erreichte 1469 eine Größe von 276 Grundstücken.
Im 16. Jahrhundert herrschte Kaiser Karl V. (HRR), der 1538 den Verkauf der Gebiete der Frazione Superiore di Varese genehmigte, zu denen auch Casciago gehörte, und Varese das Privileg gewährte, nicht belehnt zu werden, wodurch die Geschichte der beiden Städte getrennt wurde. Varese blieb frei, während das Dorf bis zur Abschaffung des Feudalismus im Jahr 1796 an die Familie Visconti Borromeo und später an die Familie Litta Visconti Arese überging. In der zweiten Hälfte des 16. Jahrhunderts wurde Varese wohlhabend und zu einem Ziel für Besucher, während die Frazione Superiore keine wesentlichen Veränderungen erfuhr. Zwischen 1558 und 1590 ist festzustellen, dass die Zahl der Grundbesitzer in Casciago abnahm und die Familien der kleinen Grundbesitzer verschwanden, die wahrscheinlich aufgrund von Schulden zum Verkauf gezwungen waren, und durch eine aufstrebende Bourgeoisie von Ärzten, Kaufleuten und Notaren ersetzt wurden. Während des Pastoralbesuchs von Karl Borromäus in Varese im Jahr 1567 besuchten einige seiner Delegierten Casciago. Einige Jahre später besuchte der Heilige Karl das Dorf persönlich, und die Vorbereitung dieses Besuchs gibt uns die Möglichkeit, die bescheidene Größe der damaligen Gotteshäuser kennen zu lernen. Besonderes Augenmerk wird auf die Ausstattung und die sakralen Gewänder gelegt, wobei der Kardinal darauf hinweist, dass der Altar in Sant’Eusebio klein war und renoviert werden musste.
Kardinal Federico Borromeo besuchte Casciago im Jahr 1612 und unterstützte den Bau des Sacro Monte di Varese. Anfang der 1630er Jahre wurde auch Casciago von der Pest heimgesucht, die tiefe Spuren in der Gegend hinterließ. Jahrhundert wurde der Anbau von Maulbeerbäumen auf dem Land des Dorfes zur Gewissheit; die am weitesten verbreiteten Berufe waren weiterhin die des Landwirts und des Maurers. Trotz des Schwarzen Todes gab es zwischen 1631 und 1657 283 Geburten.
Die Geschichte der Lombardei im 18. Jahrhundert war im Vergleich zu den Britischen Inseln und Frankreich sehr rückständig, und unsere kleine Gemeinde wurde 1722 in einem Kataster erfasst, in dem die Einwohnerzahl mit etwas mehr als 300 Personen angegeben wurde, die hauptsächlich mit dem Anbau von Weizen, Roggen, Maulbeerbäumen und Weinreben beschäftigt waren; es wurde von vier Keltereien und keinen Gasthäusern, Mühlen oder Brennöfen berichtet. Es sei darauf hingewiesen, dass die Ländereien von Casciago objektiv wertvoller waren als die von Morosolo. In der zweiten Hälfte des Jahrhunderts entstanden dank der bemerkenswerten Schönheit des Gebiets von Casciago Villen und Paläste. Der Palast, in dem das Rathaus untergebracht ist, wurde von dem Adligen Andreani erbaut und war im Besitz von Ballabio und den Fürsten von Castelbarco. Die häufigsten Behausungen in diesem Jahrhundert waren die mehrstöckigen Massivhäuser aus Stein und Kalk mit einem rustikalen Anbau, der als Stall oder Scheune genutzt wurde. Eine Außentreppe verbindet den Säulengang mit den oberen Stockwerken, und in der Küche oder in den Zimmern werden Seidenraupen gezüchtet. Jedes Haus ist eigenständig und verfügt über einen Ofen und einen Brunnen. Mit dem aufgeklärten Absolutismus der österreichischen Herrschaft von Maria Theresia und später Joseph II. (HRR) machte der moderne Staat seine ersten Schritte. Die Verwaltung der öffentlichen Angelegenheiten obliegt den Grundbesitzern und Kaufleuten. Die Reformen der Moderne brachen die sehr alte demokratische Tradition von Casciago ab, in der es einen allgemeinen Rat mit zwei Bürgermeistern und einem Konsul gab und auf dem öffentlichen Platz Versammlungen abgehalten wurden.
Seit 1898 wurden die Bürgermeister des italienischen Staates vom König ernannt, aus den Reihen der Ratsmitglieder ausgewählt und dann vom Gemeinderat gewählt. Von der Wiedervereinigung bis zum Ausbruch des Ersten Weltkriegs wurden die Friedhöfe vergrößert, Gemeindeämter gebaut und die Gemeinde unterstützt. Das Straßennetz, dem während der österreichischen Herrschaft große Aufmerksamkeit geschenkt worden war, wurde verbessert, und es wurde viel Geld für die Schule und für Bedürftige bereitgestellt. Zu Beginn des 20. Jahrhunderts gründeten die Gemeinde und die Wohlfahrtsverbände den Kindergarten. Mit großen Anstrengungen, aber mittelmäßigen Ergebnissen, wurde in die Bildung investiert. Casciago hatte eine Grundschule für Jungen und eine für Mädchen. Die Abendschulen wurden vor allem von Erwachsenen besucht. In dieser Zeit entstand ein politisches Monopol, das sich aus Liberalen, Gemäßigten, Demokraten und Katholiken wie Fürst Castelbarco und Graf Stampa zusammensetzte. Einige waren offen Freimaurer. Die Pfarrer starteten die Initiative für eine ländliche Vereinigung mit antisozialistischen Absichten.
Die industrielle Tätigkeit konzentrierte sich auf Spinnereien. Im Jahr 1884 führte die Eisenbahn durch das Dorf, aber erst später wurde ein Bahnhof mit geringerem Verkehr gebaut. Im Jahr 1914 fuhr auch die Straßenbahn durch Casciago, und in denselben Jahren begannen die Einwohner auch, einen effizienten Postdienst zu nutzen. Im Jahr 1885 gründete der Ingenieur Lanfranconi den Verein für gegenseitige Hilfe, der sich durch sein Engagement für die Arbeiter auszeichnete. In den Räumlichkeiten wurden Abendkurse organisiert und Räume zu günstigen Preisen angemietet. Die Mitgliederzahl stieg auf 450. Nach der Ermordung von König Umberto I. haben die Vertreter der Gemeinde keine Trauerbekundungen angebracht, was den Pfarrer auf den Plan rief.
Der Beginn des 20. Jahrhunderts brachte Kriegswirren mit sich, von denen die Bevölkerung von Casciago stark betroffen war. Viele junge Männer zogen an die Front und kehrten nicht mehr zurück, aber auch die Zurückgebliebenen litten unter dem Elend des Krieges. Das Oratorium wurde geschlossen, die Räumlichkeiten der Mutual Aid Society, die Geld für die Familien der Soldaten gespendet hatte, wurden beschlagnahmt und der Schulunterricht wurde ausgesetzt. Der Friedhof wurde erweitert, um Arbeitsplätze für Arbeitslose zu schaffen. Die staatliche Unterstützung für die Familien war lächerlich.
Während der sozialistischen Regierung von Casciago in den 1920er Jahren war die wirtschaftliche Lage besorgniserregend und der Bürgermeister forderte die wohlhabenden Familien Castelbarco, dell’Acqua und Valerio auf, sich an den Pflichtausgaben der Gemeinde zu beteiligen. Der Faschismus drang nur langsam und mühsam in die Stadt ein, aber 1924 wurde Benito Mussolini die Ehrenbürgerschaft verliehen. Der Circolo Familiare war gezwungen, seine politische Ausrichtung zu ändern, und der Verwaltungsrat der Società di Mutuo Soccorso wurde aufgelöst und den Präfekturkommissaren übergeben.
Im Zuge der Faschisierung von Casciago wurden auch öffentliche Arbeiten durchgeführt, und die Anwesenheit zahlreicher Adelsvillen (Castelbarco, Pirelli, della Torre, dell’Acqua, Pozzi, Galimberti, Valerio...) garantierte der Gemeindekasse ein anständiges Einkommen. Der Podestà beschloss, mit dem Geld einen neuen Gemeindesitz, Schulen, eine kostenlose medizinische Versorgung für diejenigen, die es sich nicht leisten konnten, eine Wasserversorgung, eine öffentliche Beleuchtung, ein Telefon und eine Zapfsäule zu bauen. Doch die Lebensbedingungen verschlechterten sich, viele wanderten aus, und die Beschäftigten erhielten geringere Gehälter. Glücklicherweise half die Mutual Aid Society den Kranken und Witwen und bildete die Bevölkerung aus. Im Jahr 1931 schloss das Regime das Oratorium und löste die katholischen Vereine im Dorf auf. Das religiöse Leben änderte sich jedoch nicht wesentlich. Der Besuch von Kardinal Alfredo Ildefonso Schuster war ein wichtiger Moment im Leben der Gemeinde. Er betonte die Notwendigkeit, eine neue, größere Kirche zu bauen, die dank der Anstrengungen und Opfer aller in etwas mehr als einem Jahr errichtet werden konnte.

## Bevölkerung
| Bevölkerungsentwicklung | Bevölkerungsentwicklung | Bevölkerungsentwicklung | Bevölkerungsentwicklung | Bevölkerungsentwicklung | Bevölkerungsentwicklung | Bevölkerungsentwicklung | Bevölkerungsentwicklung | Bevölkerungsentwicklung | Bevölkerungsentwicklung | Bevölkerungsentwicklung | Bevölkerungsentwicklung | Bevölkerungsentwicklung | Bevölkerungsentwicklung |
| ----------------------- | ----------------------- | ----------------------- | ----------------------- | ----------------------- | ----------------------- | ----------------------- | ----------------------- | ----------------------- | ----------------------- | ----------------------- | ----------------------- | ----------------------- | ----------------------- |
| Jahr                    | 1751                    | 1805                    | 1853                    | 1871                    | 1901                    | 1921                    | 1951                    | 1971                    | 1981                    | 1991                    | 2001                    | 2011                    | 2021                    |
| Einwohner               | 300                     | 407                     | *613                    | 1000                    | 1286                    | 1325                    | 1714                    | 2765                    | 3206                    | 3752                    | 4019                    | 3865                    | 3619                    |

- 1809 Fusion mit Masnago
- 1812 Fusion mit Luvinate

## Verkehr
Der Bahnhof des Ortsteils Morosolo (Morosolo-Casciago) liegt an der Bahnstrecke Saronno–Laveno. Durch die Gemeinde führt die Staatsstraße 394 von Varese zur Schweizer Grenze.

## Sehenswürdigkeiten
- Pfarrkirche Sant’Eusebio erwähnt im 1056
- Villa Liberty
- Villa Bonomi
- Zwei andere Liberty Wohnhäuser im Ortsteil Robarello